# Miranda (Mérida)
Pour les articles homonymes, voir Miranda.
Miranda est l'une des vingt-trois municipalités de l'État de Mérida au Venezuela. Son chef-lieu est Timotes. En 2011, la population s'élève à 21 882 habitants.

## Géographie

### Subdivisions
La municipalité possède trois paroisses civiles et une parroquia capital, traduite ici par « capitale » (en italiques et suivie d'une astérisque) avec, chacune à sa tête, une capitale (entre parenthèses) :
- Andrés Eloy Blanco (Chachopo) ;
- Capitale Miranda * (Timotes) ;
- La Venta (La Venta) ;
- Piñango (Piñango).